# Barstow (Teksas)
Barstow je grad u američkoj saveznoj državi Teksas. Prema popisu stanovništva iz 2010. u njemu je živjelo 349 stanovnika.